# Constantijn Netscher
Constantijn Netscher (gedoopt Den Haag, 16 december 1668 – begraven aldaar, 27 maart 1723) was een kunstschilder en tekenaar uit de Noordelijke Nederlanden.

## Leven en werk
Netscher, lid van de familie Netscher, werd gedoopt in de Kloosterkerk als zoon van portretschilder Caspar Netscher en Margaretha Godijn. Zijn vader had zich vanuit Heidelberg in Den Haag gevestigd. Hij leerde het schilderen van zijn vader, in wiens stijl hij schilderde, en kreeg lessen aan de Haagse tekenacademie. Hij schilderde portretten, historische voorstellingen en Italianiserende landschappen. Hij werkte vermoedelijk enige tijd als hofschilder in Württemberg. Hij was deken en hoofdman van confrerie Pictura en regent van de Haagse academie. Netscher gaf les aan onder anderen Hendrick Doorschodt, Dirk Kint, Coenraet Roepel en Mattheus Verheyden.
Netscher trouwde in 1709 met Magdalena, dochter van de schilder Jan van Haensbergen. Hij overleed op 54-jarige leeftijd en werd begraven in het graf van de familie Van Haensbergen in de Kloosterkerk.

## Werken (selectie)
- Portret van Willem Buys (1661-1749), 1693, privébezit
- Portret van Jacob Jan de Backer (1667-1718), 1694, Rijksmuseum Amsterdam
- Portret van Johan Schenck, Musée des Beaux-Arts de Blois
- Portret van stadhouder Willem III (1650-1702), Museum Rotterdam
- Portret van Hans Willem Bentinck (1649-1709), Jane Martha Temple (1672-1751) en hun kinderen
- Dubbelportret van twee dochters van Francisco Lopes Suasso, 1709, Amsterdam Museum
- Portret van Pier Roberto Tapparelli d'Azeglio (1669-1732), ca. 1710-1711, Museo Civico d'Arte Antica, Turijn
- Portret van François van Aerssen van Sommelsdijck (1669-1740), 1712
- Portret van Françoise Fagel (1680-1762), 1713, Instituut Collectie Nederland

## Galerij

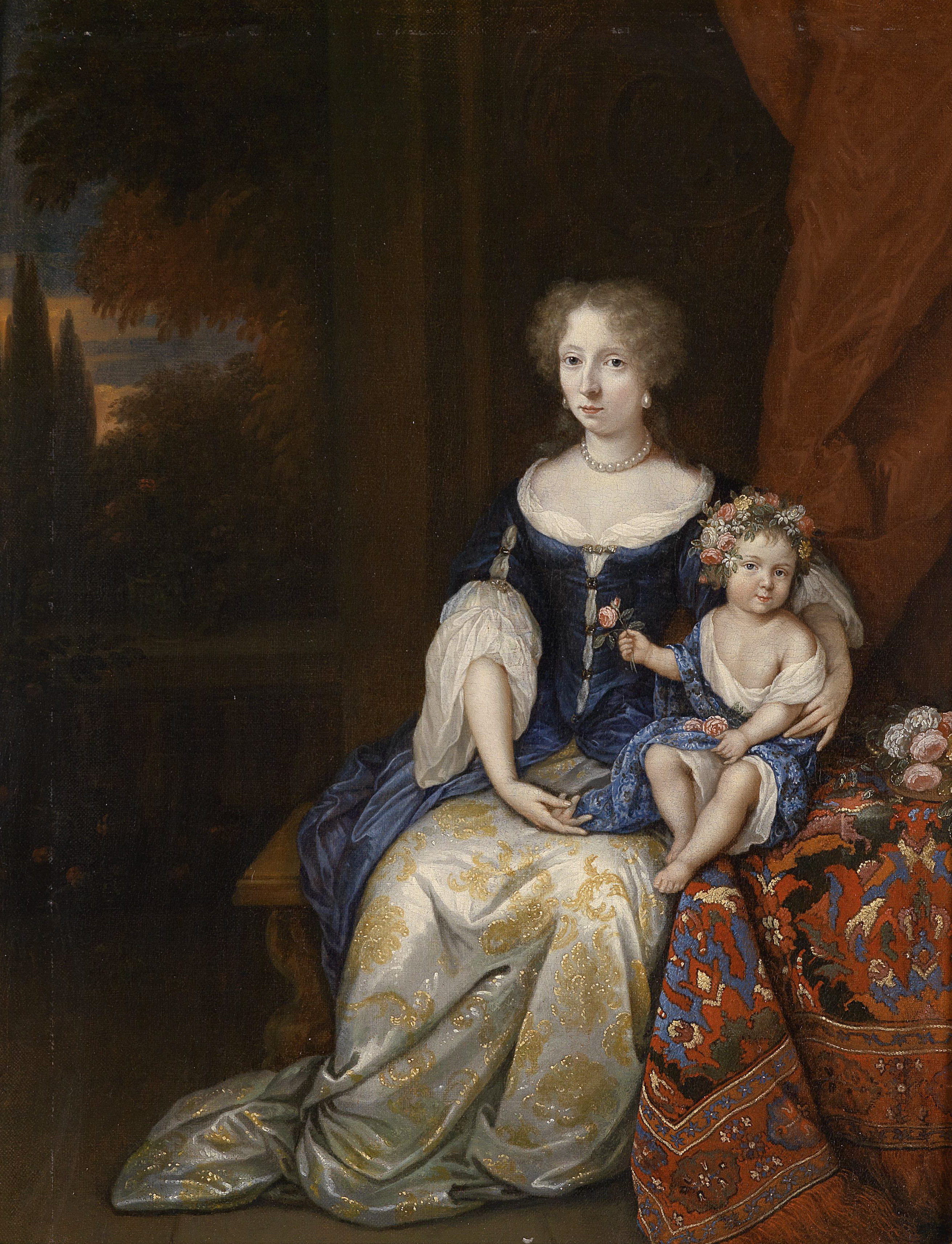
Jonge vrouw met kind
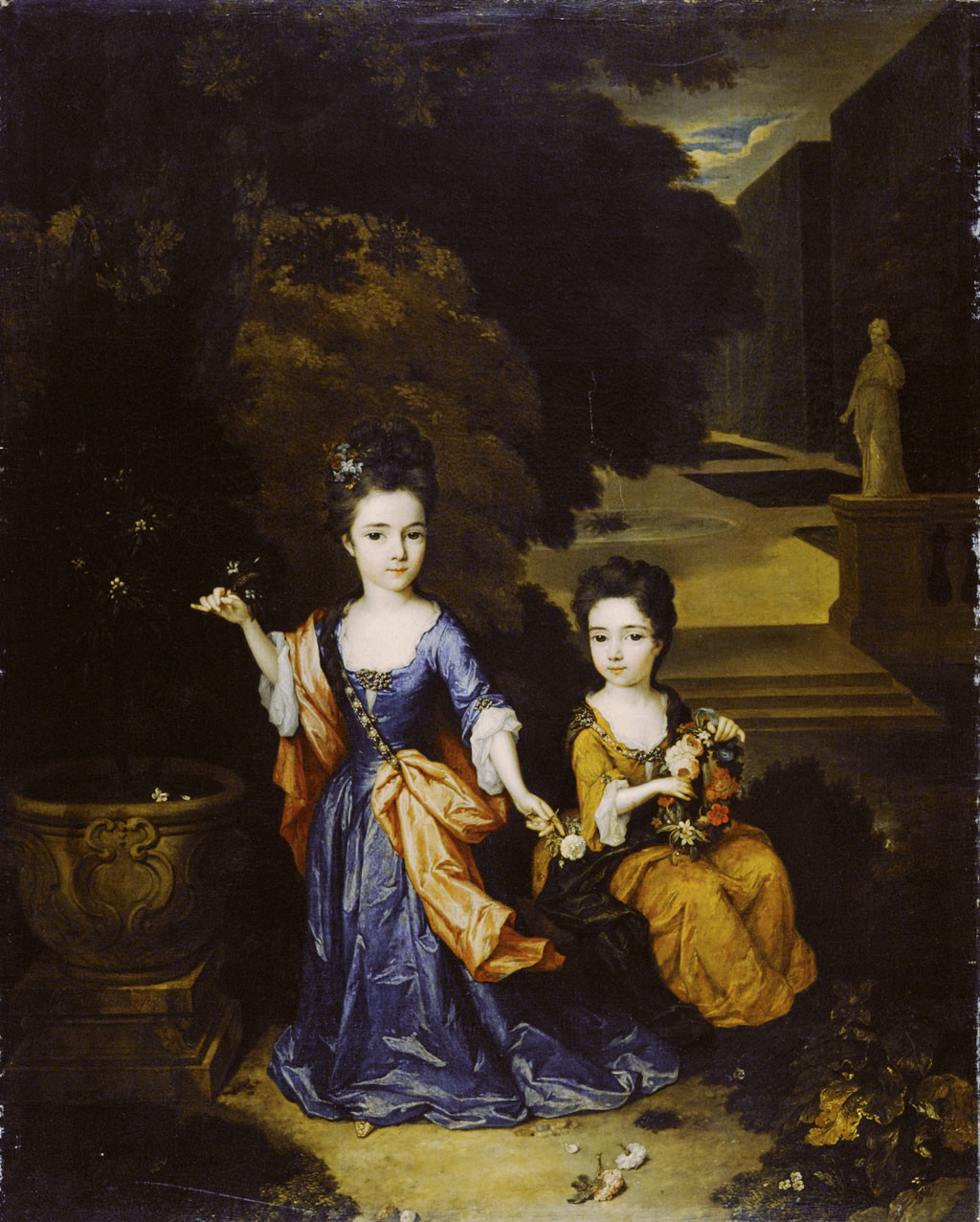
Twee dochters van Francisco Lopez Suasso
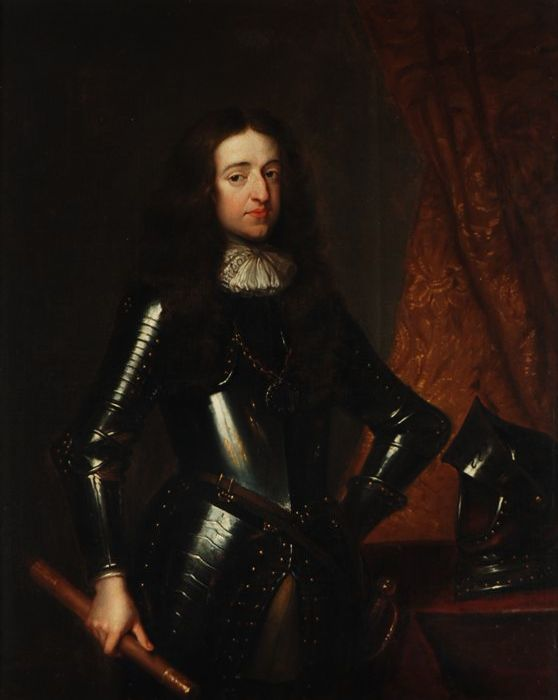
Willem III

- Biografisch Portaal: 79071413
- Digitale Bibliotheek voor de Nederlandse Letteren: nets008
- Gemeinsame Normdatei: 130498114
- International Standard Name Identifier: 0000 0000 6688 9827
- Nederlandse Thesaurus van Auteursnamen: 167177710
- RKD-Nederlands Instituut voor Kunstgeschiedenis: 59179
- SNAC: w6fj4ck2
- Union List of Artist Names: 500006996
- Virtual International Authority File: 74961619
- WorldCat: E39PBJckTxPWbvVfRdbM8PTyh3